# Obrium clerulum
Obrium clerulum är en skalbaggsart som beskrevs av Bates 1885. Obrium clerulum ingår i släktet Obrium och familjen långhorningar.
Artens utbredningsområde är Panama. Inga underarter finns listade i Catalogue of Life.